# Schwedischer Musikverleger-Verband
Der Schwedische Musikverleger-Verband (schwedisch: Svenska Musikförläggareföreningen, Abkürzung SMFF) vertritt nach eigenen Angaben 98 % der Musikverleger Schwedens. Er hat derzeit 75 Mitglieder.
Hauptaufgabe des Verbands ist die Lobbyarbeit, die Rechte der Verleger schützen und stärken soll.